# چارلز تامپسون
چارلز تامپسون (انگلیسی: Charles Thomson; ۲۹ نوامبر ۱۷۲۹ – ۱۶ اوت ۱۸۲۴) یک ایرلندی‌الاصل آمریکایی و یک میهن‌دوست (انقلاب آمریکا) بود. تامپسون رهبر فیلادلفیا در دوران انقلاب آمریکا بود، وی در زمان حیاتش از ۱۷۷۴ تا ۱۷۸۹ دبیر کنگره قاره‌ای بود.

## زندگی‌نامه

### دوران جوانی
تامپسون یک مهاجر اسکاتلندی-ایرلندی بود که در شهر ماگرا از استان لاندون دری، ایرلند متولد شد.چارلز پس از مرگ مادرش در سال ۱۷۳۹ همراه با پدرش جان تامپسون به همراه دو یا سه برادرش به مستعمرات انگلیس در آمریکا مهاجرت کردند. جان تامپسون پدر چارلز در دریا درگذشت، اموال وی دزدیده شد و پسران یتیم و بی‌بضاعت با ورود به نیوکاسل، دلاور از هم جدا شدند. چارلز برای اولین بار توسط یک آهنگر در نیوکاسل تحت تکفل قرار گرفته و در نیو لندن، پنسیلوانیا به تحصیل پرداخت. او در سال ۱۷۵۰ معلم لاتین د ر آکادمی فیلادلفیا شد.

### رهبری سیاسی

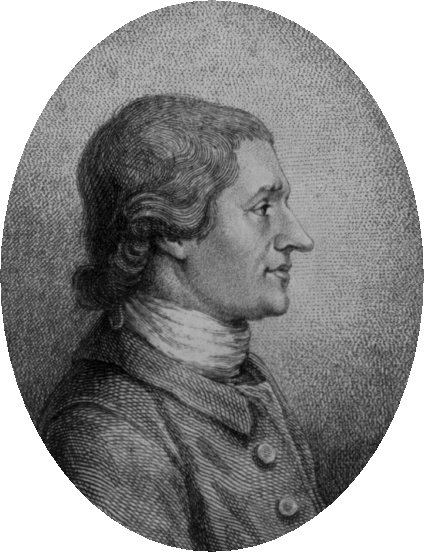
چارلز تامپسون، ۱۷۸۳ توسط پیر یوجین دو سیمیتری

در طول جنگ‌های سرخ‌پوستان و فرانسه، تامپسون مخالف سیاست‌های صاحبان پنسیلوانیا در قبال سرخپوستان آمریکایی بود. تامپسون در انعقاد معاهده ایستون در ۱۷۸۵ دبیر این قرارداد بود، وی تحقیقات خود دربارهٔ علل بیگانگی سرخپوستان دلاویر و شاون را نسبت به منافع انگلیس در (۱۷۵۹) به رشته تحریر درآورد، او عاملان این جنگ را به حساب صاحبان امور گذاشت. تامپسون با بنیامین فرانکلین متحد شد و رهبری حزب ضد مالکیت را به دست گرفت، با اینحال این دو در بحران قانون استامپ در ۱۷۶۵ به لحاظ سیاسی از یکدیگر جدا شدند. تامپسون رهبری پسران آزادی فیلادلفیا را به دست گرفت. او با هانا هریسون، دختر ریچارد هریسون رهبر برجسته انجمن مذهبی کواکرها ازدواج کرد.
تامپسون رهبر شرایط بحران انقلابی در اوائل دهه ۱۷۷۰ بود. جان آدامز او را «ساموئل آدامز فیلادلفیا» نامید. تامپسون به‌طور کلی در سمت دبیر کنگره قاره‌ای خدمت کرد. او طی ۱۵ سالی که در کنگره حضور داشت و بسیاری از نمایندگان آمده و می‌رفتند، اما نقش تامپسون و فداکاری وی در برقراری ثبات در مباحث و تصمیمات باعث تداوم کار کنگره شد. نام تامپسون همراه با جان هنکاک، رئیس کنگره (به عنوان وزیر) در اولین نسخه منشور اعلامیه استقلال آمریکا در ژوئیه ۱۷۷۶ منتشر شد.
نقش تامسون به عنوان دبیر کنگره صرفاً این نبود که وظایف مذهبی آن را برعهده گیرد. به گفته بوید شلنتر بیوگرافی نویس، تامسون «نقش مستقیمی در انجام امور خارجی کنگره داشت». فرد اس. رولیتر اظهار داشته است که اساساً چارلز تامسون در سمت «نخست‌وزیر آمریکا» فعالیت می‌کرده است. تامسون همچنین همراه با ویلیام بارتون در طراحی نشان بزرگ ایالات متحده نقش داشتند. نشان بزرگ ایالات متحده آمریکا که در ۱۴ ژانویه ۱۷۸۴ در پیمان پاریس به تصویب رسید،تامپسون در آن نقش برجسته ای ایفا کرد. نمایندگان انگلیس در پاریس ابتدا در مورد نشان بزرگ ایالات متحده آمریکا و امضای توماس میفلین رئیس کنگره اختلاف نظر داشتند، تا اینکه مورد تأییدبنجامین فرانکلین قرار گرفت.